# 海陆丰人
海陸豐民系，又稱海陸豐人，是指中國廣東省東部的海豐、陸豐等地的闽南民系，主要聚居於汕尾市及周邊一帶。
今日的海陸豐民系發源自閩南地區。海陸豐人的祖籍不少為宋、元、明時保護貨物的閩南人，尤其多為漳州人。清朝初年為了對付扶助南明政權的閩南人鄭成功等人，在遷海令時遷入惠州府海陆豐（今汕尾市），又與當地少量原居民融合，形成了後來的海陸豐民系。
海豐、陸豐的閩南人主要使用海陸豐話為自己的母語，而移居香港的海陸豐人後裔主要使用粵語，移居臺灣的海陸豐人後裔除了使用臺灣話外，聚居地比鄰客家村落的海陸豐移民也會使用客家話。

## 分布
海陆丰人主要分布於廣東汕尾市管轄的海豐縣、陸豐市、城區，以及惠州市的惠東縣部分地區，在香港、臺灣等地亦有移民分佈，人口300萬以上。

## 語言
海陸豐人使用的主要語言為閩南語海陸豐話，接近泉漳話。當中，海豐縣及汕尾市城區主要通行海丰话，陆丰市通行陆丰话，兩者皆有很高地相似性，在当地称之為学佬话、福佬话或鶴佬話。